# Kyoko Chan Cox
 (février 2024).
Si vous disposez d'ouvrages ou d'articles de référence ou si vous connaissez des sites web de qualité traitant du thème abordé ici, merci de compléter l'article en donnant les références utiles à sa vérifiabilité et en les liant à la section « Notes et références ».
Kyoko Chan Cox est une actrice japonaise, née en 1963 à Tokyo.

## Biographie
Née le 8 août 1963, elle est fille de Yoko Ono et du cinéaste Anthony Cox et la demi-sœur de Sean Lennon.
Elle passe ses premières années  entourée d'artistes, de musiciens et de réalisateurs de films. Anthony Cox l'élève seul de 1965 à 1969 après le départ de Yoko. dont il divorce en février 1969.
En 1971, tout en étudiant avec le gourou Maharishi Mahesh Yogi à Majorque, Cox accuse Yoko d'avoir enlevé Kyoko dans son hôtel. Cox et Yoko s'accusent mutuellement et se disputent  sur les droits de la garde parentale. Cox s'installe ensuite à Houston, au Texas, et se convertit au christianisme évangélique avec sa nouvelle épouse, originaire de Houston. À la fin de 1971, une audition concernant la garde de l'enfant va à l'encontre de Cox. En violation de l'ordre, il enlève Kyoko et disparait. Yoko se lance alors à la recherche de sa fille à l'aide de la police et de détectives privés.
Yoko écrivit une chanson au sujet de sa fille, Don't Worry Kyoko (Mummy's Only Looking For Her Hand In The Snow), qui parait sur l'album  Live Peace In Toronto 1969 et en face B du single du Plastic Ono Band, Cold Turkey.
Cox se réfugie à Los Angeles où il vit avec un ami membre de l'église Church Of The Living Word qu'il rejoint en 1972 , vivant par la suite dans diverses communautés liées au groupe en Californie. En 1977, Cox quitte le groupe et part en 1978 avec Kyoko dans la communauté du Jesus People USA à Chicago.
Après l'assassinat de John Lennon le 8 décembre 1980, Cox, avec Kyoko (âgée alors de dix-sept ans), envoie un message de sympathie à Yoko mais ne lui indique pas leur adresse. Plus tard, Yoko écrit une lettre ouverte à l'attention de Kyoko en lui disant combien elle lui manquait mais qu'elle cessait ses tentatives pour la retrouver.
Kyoko réapparait en 1986, participant, en tant que productrice associée, à un film documentaire de Cox au sujet de sa participation au sein de la Church Of The Living Word  intitulé, Vain Glory. Cox refait surface en public la même année, mais sans Kyoko.
En 1994, Kyoko, alors adulte et mariée, rétablit une relation avec sa mère qui aura pour conséquence une réunion en 2001. Emi, la fille de Kyoko, rencontre alors sa grand-mère pour la première fois. Bien que Kyoko évite la publicité, elle accorde tout de même une interview où elle déclare que ses retrouvailles avec Yoko ont été très heureuses et qu'elles restaient régulièrement en contact depuis ce jour.
Kyoko fait une apparition en public en août 2005, à l'ouverture de la pièce musicale Lennon, The Musical.
Kyoko vit actuellement dans le Colorado. Elle se consacre à sa famille tout en poursuivant sa carrière d'artiste.